# Жоравська сільська рада
Жоравська сільська рада — колишній орган місцевого самоврядування у Яготинському районі Київської області з адміністративним центром у с. Жоравка.

## Загальні відомості
Раду було утворено 1990 року. Жоравську сільську раду було ліквідовано 26 листопада 2020 року в зв'язку з територіальним об‘єднанням громад. Центром громади є м. Яготин Яготинської міської ради. На підставі об‘єднання громад створено Жоравський старостинський округ.

## Населені пункти
Сільській раді були підпорядковані населені пункти:
- с. Жоравка
- с. Лебедівка

## Сільські голови
| ПІБ                           | Основні відомості                                            | Дата обрання | Дата звільнення |
| ----------------------------- | ------------------------------------------------------------ | ------------ | --------------- |
| Соколовська Наталія Василівна | Сільський голова, 1964 року народження, освіта, позапартійна | 26.03.2006   | 31.10.2010      |
| Цаплій Олег Миколайович       | Сільський голова, 1974 року народження, освіта вища.         | 18.09.2011   | 26.11.2020      |

Примітка: таблиця складена за даними джерела